# Barbate
Barbate est une ville d’Espagne, dans la province de Cadix, communauté autonome d’Andalousie. La ville est célèbre pour le cap de Trafalgar, où se trouve le phare de Trafalgar à proximité duquel s'est déroulée la célèbre bataille de Trafalgar.

## Géographie

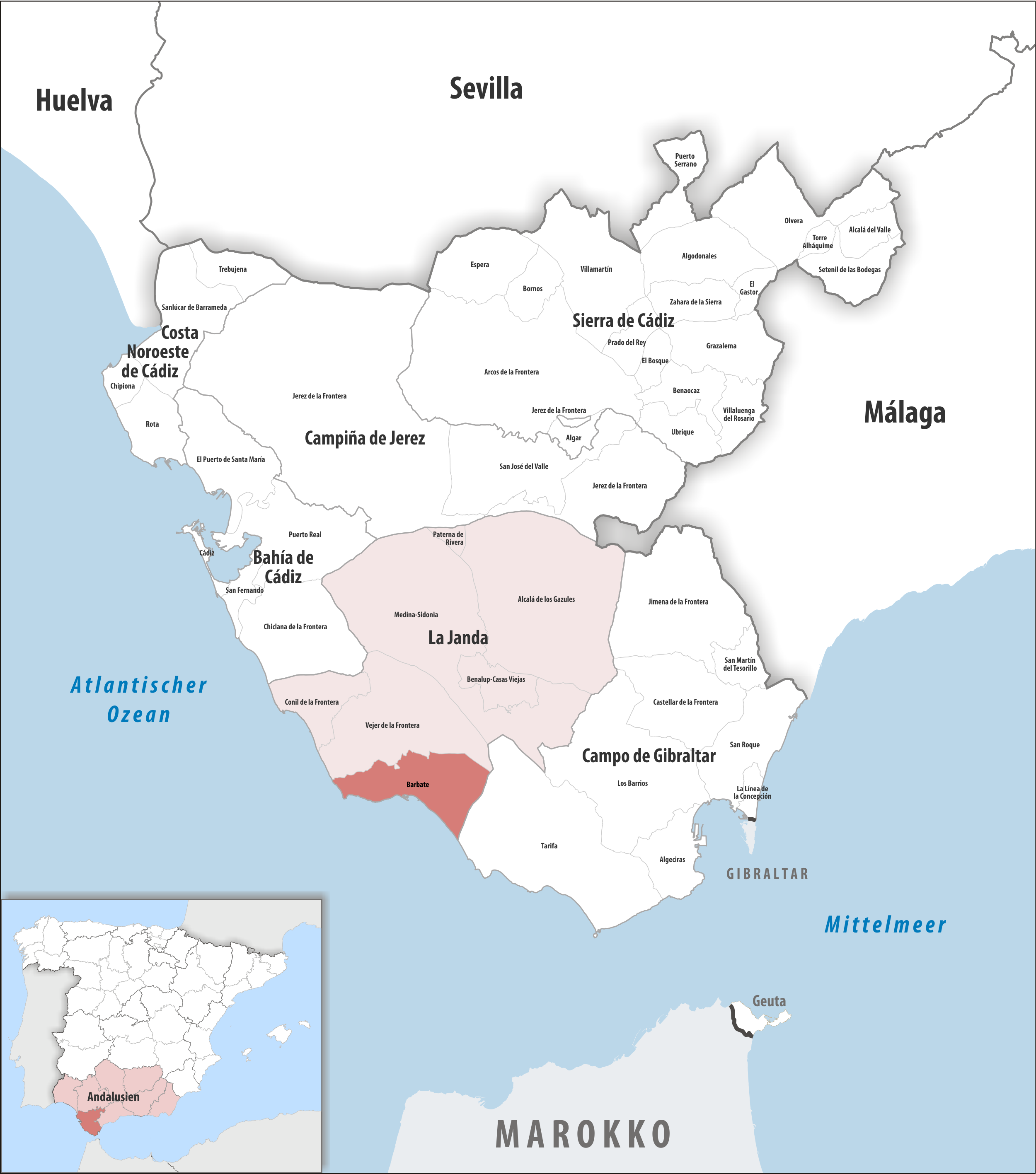
Barbate dans la province de Cadix / en Andalousie

### Localisation
La commune de Barbate est à la pointe sud de la comarque de La Janda, dans le sud-ouest de la province de Cadix.

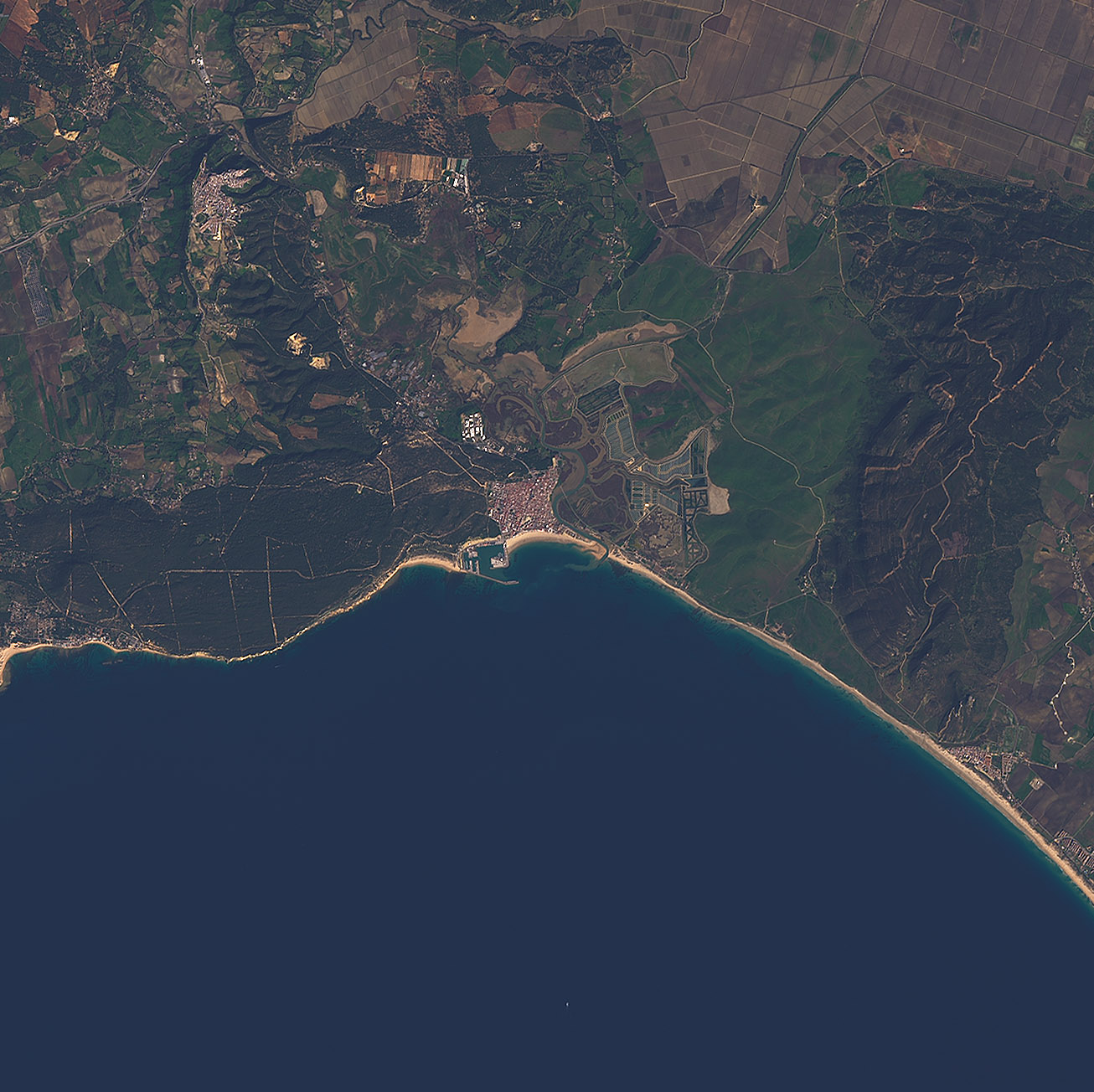
Vue satellite

Gibraltar est à 96 km au sud-est ;
Algeciras à 72 km au sud-est ;
Malaga à 208 km au nord-est ; 
Jerez de la Frontera à 73 km au nord ;
Cadix à 65 km au nord-ouest.
Le petit fleuve côtier Barbate (es) s'y déverse dans l'océan Atlantique.

### Municipalités voisines
Vejer de la Frontera est dans la comarque de La Janda, Tarifa dans la comarque Campo de Gibraltar.